# Васке (Ријети)
Васке је насеље у Италији у округу Ријети, региону Лацио.
Према процени из 2011. у насељу је живело 350 становника. Насеље се налази на надморској висини од 425 м.